# لوللا
لوللا (به لاتین: Lewella) یک منطقهٔ مسکونی در سری‌لانکا است که در ناحیه کندی واقع شده‌است.